# 軒轅劍網路版 天之痕
《軒轅劍網路版 天之痕》為軒轅劍系列中继《軒轅劍網路版》與《軒轅劍網路版2 飛天歷險》的第三款線上遊戲，但三款遊戲劇情內容並無直接關連。《天之痕Online》所使用的遊戲引擎與《飛天歷險》、《仙劍Online》相同，為RenderWare，風格有別於《飛天歷險》的卡通渲染風格與《仙劍Online》的武俠寫實風格，而是採取前兩款線上遊戲的風格整合而成，寫實略帶卡通風格。劇情設定於軒轅劍系列單機版遊戲《軒轅劍參外傳 天之痕》的七十年後，是一個武則天取得大唐政權的時代。

## 游戏背景
本作的故事发生在轩辕剑参外传 天之痕结束之后的70年以后。这时妖星再犯中天，武则天篡唐自立，此时轩辕帮主刘造欲找寻散佚于人间的上古神器以阻止毁灭的到来。而在战斗愈演愈烈的同时，刘造病故，轩辕帮因对神器的理念不合而分裂为以秋衫法师领衔的天缺派与以铁狮道长领衔的道法派，彼此分道扬镳。
天缺派主张利用神器的力量夺权，而道法派则主张减少对神器的使用；这两派因为理念相对，冲突在所难免，而灭亡失落于历史中的上古十神器依旧没有下落。

## 職業
本作的职业共分为3个档次，从基础职业开始，须得逐步转职才可变为更为高级的职业。

### 基础职业

#### 侠道
- 善用刀剑棍杵枪矛等等兵器，物理攻击出色。未来可通过转职成为“游侠”或者“精兵”。
- 技能可以强化己方防御跟格挡，且可造成较高的仇恨

#### 灵门
- 善用环，乐器，杖，法器等等，法术攻击佳。未来可通过转职成为“贤者”或者“居士”
- 不错的灵力以及回灵能力，且可对队友补血或者回灵

#### 暗部
- 善用弓弩，爪，各类暗器，回避佳。未来可通过转职成为“暗兵”或者“密探”
- 暴击以及技能连发是其特长。

## 營運情况

### 中国大陆
- 2010年8月19日正式开始开放性测试。
- 2011年8月4日，渡口网络宣布停止本作的新账号激活[5]，但已有账号的玩家仍可继续游玩。
- 截止到2014年2月，在渡口网络的网站下已无法找到关于本作的任何信息，也宣告本作在中国大陆事实上已停运。

### 台港澳
| 版本名稱           | 對應版本號   | 上線日期       | 主要改版內容                                                           | 備註                                   |
| ------------------ | ------------ | -------------- | ---------------------------------------------------------------------- | -------------------------------------- |
| 情定今生，再續前緣 | 1.16.16.15.G | 2011年11月30日 | 開放結婚系統                                                           | -                                      |
| 天書世界           | 1.16.22.21.G | 2012年1月11日  | 開放天書系統：天書世界                                                 | -                                      |
| 決戰梁城           | 1.16.38.31.G | 2012年6月6日   | 全新副本：大梁密室、大梁牢獄 天書世界建築開放等級上限 新增二階職業技能 | -                                      |
| 修羅道             | 1.16.44.34.G | 2012年8月29日  | 全新副本：修羅道 符鬼轉生 新增二轉職業                                 | 最終改版，停運前最後版本為1.16.72.39.G |

- 游戏新干线在本作台港澳官网宣布本作将于2014年4月15日停止营运。